# Sertularella simplex
Sertularella simplex är en nässeldjursart som först beskrevs av Hutton 1873.  Sertularella simplex ingår i släktet Sertularella och familjen Sertulariidae. Inga underarter finns listade i Catalogue of Life.